# Wedgwood (azienda)

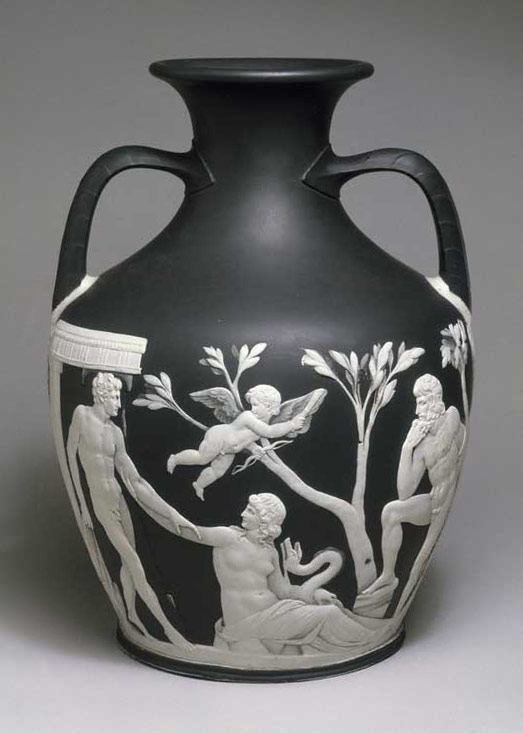
Vaso Portland, circa 1790

La Josiah Wedgwood & Sons Ltd., poi semplicemente Josiah Wedgwood Ltd. e comunemente nota come Wedgwood, è una manifattura inglese di ceramica fine, con sede nello Staffordshire, nota per le sue produzioni di creamware, basaltware e jasperware.

## Storia

### Wedgwood e Bentley

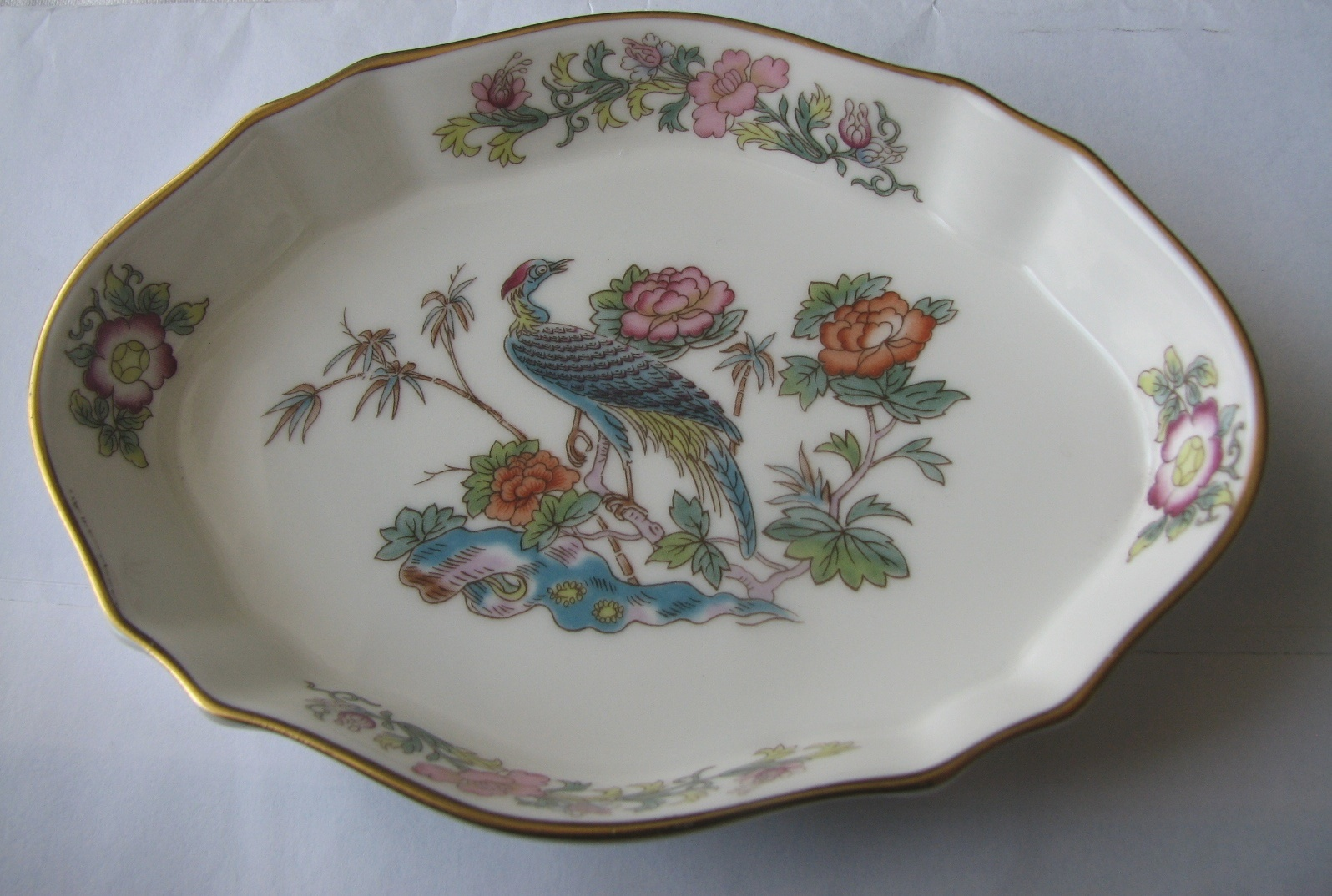
Gru Kutani realizzata da Wedgwood

Josiah Wedgwood proveniva da una famiglia di vasai e aveva lavorato con il ceramista Thomas Whieldon fino al 1759. In quell'anno poté mettersi in proprio e fondò la propria fabbrica nella Ivy House di Burslem nello Staffordshire, oggi un sobborgo di Stoke-on-Trent.
Nel 1765 fu donato alla regina Carlotta un servizio di terraglia di un nuovo tipo creato da Wedgwood. La regina ne rimase entusiasta e perciò diede il permesso di chiamare questo nuovo materiale Queen's Ware.
Quattro anni più tardi Wedgwood insieme al commerciante e letterato Thomas Bentley fondò nei dintorni di Stoke-on-Trent una grande manifattura. Bentley convinse Wedgwood a prendere come modello l'arte antica, ad esempio gli oggetti che venivano scoperti in quegli anni ad Ercolano, secondo la moda del Neoclassicismo. Anche lo stabilimento ebbe un nome ispirato all'Antichità: "Etruria". Si trattava di un insediamento industriale per l'epoca moderno: i laboratori formavano una sorta di villaggio che comprendeva anche le abitazioni di Wedgwood e degli operai.

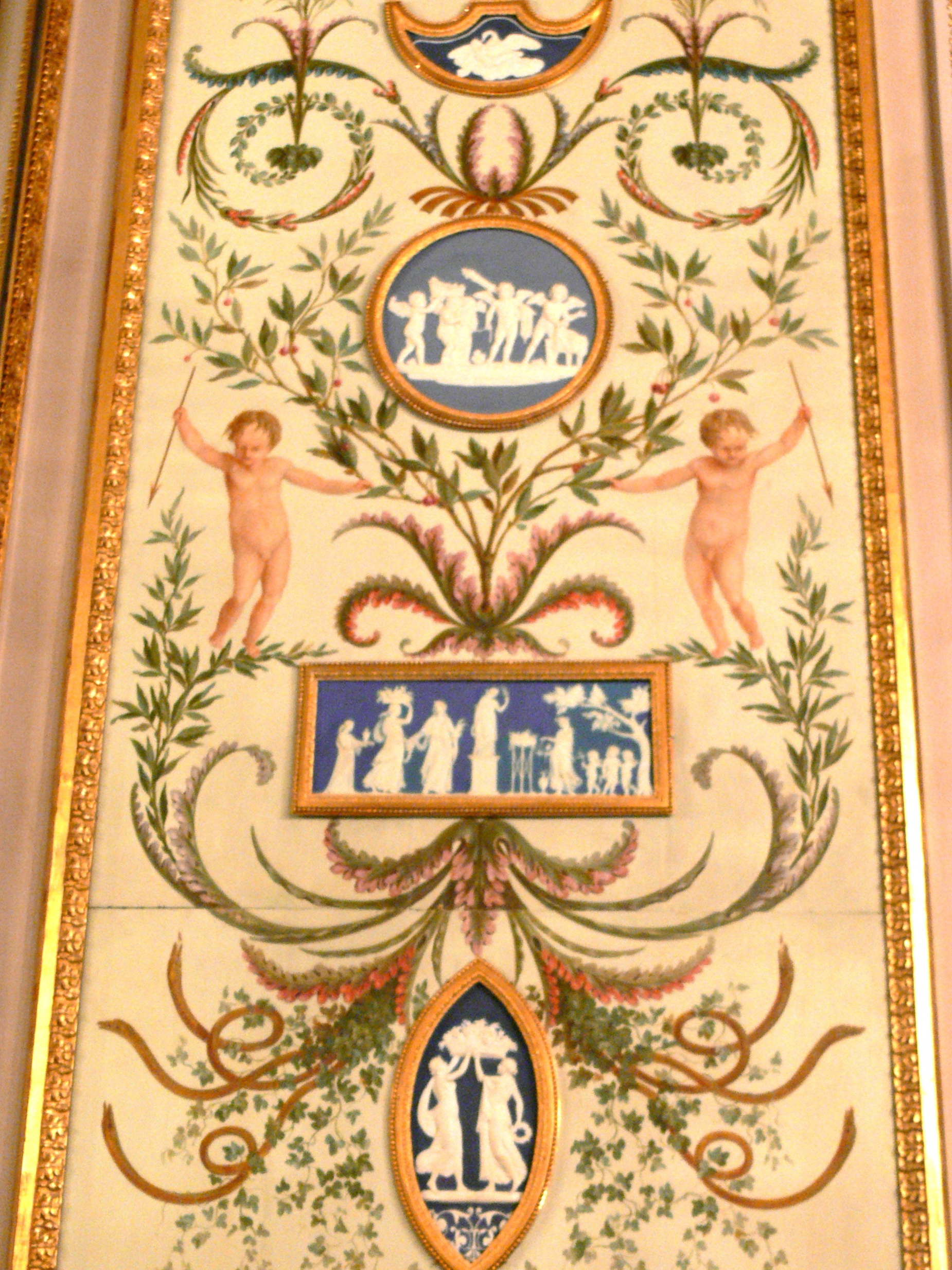
la camera Wedgwood nel palazzo dell'arciduca Alberto a Vienna

Le principali creazioni di Wedgwood furono il jasperware ed il basaltware.
Il basaltware, inventato intorno al 1768, è un grès nero molto duro, sul quale Wedgwood applicava una decorazione dipinta ad encausto grazie alla quale riusciva a imitare la ceramica antica.
Il jasperware fu inventato intorno al 1775 per assomigliare agli antichi cammei. In particolare il modello fu il Vaso Portland, un vaso romano appartenente al duca di Portland. Pervenire a questo risultato costò molti tentativi e molto denaro, ma alla fine permise di ottenere un materiale pregiato.
Il jasperware è una pasta molto dura, bianca e fine, quasi traslucida, il cui aspetto si avvicina molto alla porcellana. Il colore può essere mescolato alla pasta o, secondo un procedimento più economico introdotto nel 1777, può essere dipinto sulla superficie.
Wedgwood è famoso anche per il creamware: il sopra ricordato Queen's ware inventato nel 1762. La decorazione sul creamware poteva essere dipinta oppure stampata.
Lungo gli anni settanta del secolo, la Wedgwood realizzò un prestigioso servizio su richiesta di Caterina II di Russia.

### Sviluppi successivi

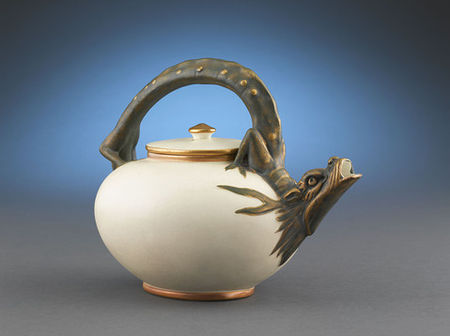
Teiera, XIX secolo

Nel 1812 Wedgwood produsse la sua prima porcellana, di tipo bone china.
Nel 1895, un secolo dopo la morte di Josiah Wedgwood, l'impresa divenne una società per azioni (in inglese Limited Company).
Nel 1986 la Wedgwood fu acquistata dalla vetreria irlandese Waterford Crystal, divenendo Waterford Wedgwood, gruppo del lusso con base in Irlanda.
Nel 2009, dopo anni di problemi finanziari, la Waterford Wedgwood è stata comprata dal fondo di private equity KPS Capital Partners di New York che l'ha inserita nel gruppo del lusso WWRD, acronimo di "Waterford Wedgwood Royal Doulton". Nel luglio 2015 WWRD viene rilevato da un'azienda finlandese produttrice di beni di consumo, Fiskars.